# Henrik Jaeger
Henrik Jäger (* 13. September 1960 in Hameln) ist ein deutscher Sinologe und Philosoph.

## Leben
Henrik Jäger studierte Sinologie, Japanologie und Philosophie an den Universitäten Freiburg, Würzburg und München und promovierte 1997 bei Wolfgang Bauer an der Ludwig-Maximilians-Universität München mit einer Arbeit zu einem zenbuddhistischen Daodejing-Kommentar aus der Ming-Dynastie. Seitdem widmet er sich der Arbeit an dem sogenannten Lesebuchprojekt, in dem er das Anliegen verfolgt, die klassischen Werke chinesischer Philosophie in literarisch gültiger Form zu erschließen. Bisher ist das Zhuangzi-Lesebuch „Mit den passenden Schuhen vergißt man die Füße“ und das Menzius-Lesebuch „Den Menschen gerecht“ im Verlag von Egon Ammann erschienen. Ziel dieses belletristischen Lesebuchprojektes ist es, den Reichtum und die Aktualität chinesischen Denkens für spirituelle, politische, ökonomische und ökologische Entwicklungen einer breiten Leserschaft zu erschließen.
Von 1999 bis 2000 hatte Jäger eine Gastprofessur in Taiwan inne und ist nun an der Universität Hildesheim tätig. Seit 2003 war Jäger im Fach Sinologie Mitarbeiter an der Universität Trier und der Universität Erlangen-Nürnberg. Seit 2004 arbeitet Henrik Jäger als freier Schriftsteller, Dozent und Berater. So ist er als sinologischer Berater bei der Arbeit an Bettina Wilhelms Film „Wandlungen - Richard Wilhelm und das I Ging“ zu Leben und Werk von Richard Wilhelm tätig. Seit 2009 arbeitet Henrik Jäger an dem Projekt „Der Einfluß konfuzianischen Denkens auf das Werk von Christian Wolff“.

## Werke
- Herausgeber und Übersetzer: Den Menschen gerecht. Ein Menzius-Lesebuch, Zürich, Ammann, 2010, ISBN 978-3-250-10528-2
- Herausgeber und Übersetzer: Mit den passenden Schuhen vergißt man die Füße: Ein Zhuangzi-Lesebuch, Zürich, Ammann, 2009, ISBN 978-3-250-10529-9
- Dissertation: Der Daodejing-Kommentar des Chan-Meisters Hanshan Deqing (1546–1623), Marburg, Tectum-Verl. 1999

### Rezensionen
- Die Frankfurter Allgemeine Zeitung schreibt zu Jaegers Den Menschen gerecht: Jägers Lesebuch stellt die von ihm ausgewählten und übersetzten Zitate in ein Geflecht von Beziehungen, gewoben aus zeitgenössischen Kommentaren, den Originaltexten in chinesischen Schriftzeichen, der Erläuterung der möglichen Bedeutungsebenen einzelner zentraler Zeichen, parallelen Texten aus der Tradition und einer eigenen Deutung. Dadurch rückt er die Texte nicht bloß in ihren historischen Zusammenhang.[2]